# 第5偵察隊
第5偵察隊（だいごていさつたい、JGSDF 5th Reconnaissance Unit）は、陸上自衛隊別海駐屯地（北海道野付郡別海町）に駐屯する第5旅団隷下の機甲科（偵察）部隊である。

## 概要
第5偵察隊長は2等陸佐で別海駐屯地司令を兼任し、第5旅団の情報収集専任部隊として第5旅団の行動に必要な情報を、偵察警戒車、軽装甲機動車や偵察用オートバイなどの車両や各種偵察用器材を使用して情報収集する任務にあたる。

## 沿革
第5管区隊偵察中隊
- 1954年（昭和29年）10月15日：第5管区隊偵察中隊が釧路駐屯地において編成。
- 1959年（昭和34年）6月4日：第5管区隊偵察中隊が釧路駐屯地から鹿追駐屯地に移駐。

第5偵察隊
- 1962年（昭和37年）1月18日：第5管区隊の第5師団への改編に伴い、第5管区隊偵察中隊が第5偵察隊に改称。
- 1965年（昭和40年）3月15日：第5偵察隊が鹿追駐屯地から別海分屯地に移駐。
- 1987年（昭和62年）3月17日：第27普通科連隊第3普通科中隊から駐屯地司令職務を第5偵察隊長に移管。
- 2004年（平成16年）3月29日：後方支援体制変換に伴い、整備部門を第5後方支援隊第2整備中隊偵察直接支援小隊へ移管。

## 部隊編成
- 第5偵察隊本部
- 第5偵察隊本部付隊
- 電子偵察小隊
- 第1偵察小隊
- 第2偵察小隊
- 第3偵察小隊

装備車両の部隊表示は、全て「5偵」

## 整備支援部隊
- 第5後方支援隊第2整備中隊偵察直接支援小隊「5後支-2整」：2004年（平成16年）3月29日から

## 主要装備
- 87式偵察警戒車
- 82式指揮通信車
- 軽装甲機動車
- 1/2tトラック / 73式小型トラック
- 1 1/2tトラック / 73式中型トラック
- 3 1/2tトラック / 73式大型トラック
- 偵察用オートバイ
- 89式5.56mm小銃